# Люди мистецтва
«Люди мистецтва» (англ. Show People) — американський німий художній фільм, що вийшов 1928 року.

## Сюжет
Полковник Пеппер привіз свою дочку Пеггі з Джорджії в Голлівуд, щоб вона стала актрисою. Там вона зустрічає Біллі, який влаштовує її на роботу в «Comet Studio». Але Пеггі запрошують в «High Art Studio», і вона йде туди, кинувши Біллі й «Comet». Тепер у неї новий образ — Патрісія Пепуар, і вона ігнорує Біллі при зустрічі. Коли ж у Пеггі перестають потребувати жалюгідні людці, які не розуміють «Мистецтва», вона вирішує вийти за Андре, щоб отримати фальшивий титул. Біллі не дасть їй піти без боротьби.

## У ролях
- Меріон Дейвіс — Пеггі Пеппер
- Вільям Гейнс — Біллі Бун
- Делл Гендерсон — генерал Мармадюк Олдфиш Пеппер
- Пол Раллі — Андре Телефайр
- Гаррі Гріббон — Джим, режисер
- Поллі Моран — покоївка Пеггі
- Альберт Конті — продюсер
- Елеанор Бордман — камео
- Чарлі Чаплін — камео
- Лью Коуді — камео
- Джон Гілберт — камео
- Еліонор Глін — камео